# Dedebit
Dedebit is een Ethiopische voetbalclub uit de hoofdstad Addis Abeba. Dedebit komt uit in de Premier League, de nationale voetbalcompetitie van Ethiopië. De club speelt zijn thuiswedstrijden in het Tigraystadion, dat plaats biedt aan zo'n 35.000 toeschouwers.

## Erelijst
- Beker van Ethiopië

2010